# Étude générale du groupe des Euphorbiacées
Étude générale du groupe des Euphorbiacées (abreviado Étude Euphorb.) es un libro con ilustraciones y descripciones botánicas que fue escrito por el botánico francés Henri Ernest Baillon y publicado en París en el año 1858.